# Riu Koukdjuak
El riu Koukdjuak té la seva font al desguàs del llac Nettilling i desemboca a l'oceà Àrtic, a la conca de Foxe, a l'oest de l'illa de Baffin. El seu recorregut és de 80 quilòmetres, i la superfície de la conca hidrogràfica és de 108.000 km². Pren el nom de la Gran Plana del Koukdjuak.
El primer explorador no inuit que va explorar específicament el riu fou Joseph Dewey Soper, explorador i ornitòleg de l'àrtic canadenc. El límit nord del santuari d'ocells migratoris Dewey Soper és a mig camí del riu Koukdjuak. El riu també és reconegut com a punt de pas durant les migracions del caribú àrtic i per la pesca de la truita alpina.